# Чемпіонат Швейцарії з хокею 1973
Чемпіонат Швейцарії з хокею 1973 — 62-й чемпіонат Швейцарії з хокею (Національна ліга А). Чемпіонат пройшов за новою формулою, команди зіграли між собою по 4 матчі. За підсумками чотирьох кіл виявили чемпіона, «Ла Шо-де-Фон» (6 титул). НЛА покинув ХК «Лугано», який вибув до НЛБ.

## Підсумкова таблиця
| М  | Команда             | І  | Пер | Н | Пор | ШЗ  | ШП  | О  |
| -- | ------------------- | -- | --- | - | --- | --- | --- | -- |
| 1. | «Ла Шо-де-Фон»      | 28 | 19  | 2 | 7   | 153 | 85  | 40 |
| 2. | ХК «Сьєр»           | 28 | 16  | 3 | 9   | 127 | 113 | 35 |
| 3. | ХК Амбрі-Піотта     | 28 | 13  | 1 | 14  | 94  | 108 | 27 |
| 4. | ХК «Клотен»         | 28 | 10  | 6 | 12  | 115 | 108 | 26 |
| 5. | ХК «Лангнау»        | 28 | 11  | 4 | 13  | 114 | 132 | 26 |
| 6. | ХК «Серветт-Женева» | 28 | 10  | 5 | 13  | 111 | 116 | 25 |
| 7. | СК «Берн»           | 28 | 10  | 4 | 14  | 92  | 105 | 24 |
| 8. | ХК «Лугано»         | 28 | 9   | 3 | 16  | 90  | 129 | 21 |

## Найкращі бомбардири
1. Серж Мартель («Ла Шо-де-Фон») - 54 очка (40+14)
2. Мішель Брієр (ХК «Сьєр») - 39 очок (24+15)
3. Мішель Тюрле («Ла Шо-де-Фон») - 39 очок (21+18)